# Guigues V de Forez
Pour les articles homonymes, voir Guigues.
Guigues V (décédé le 12 septembre 1259), comte de Forez (1241-1259).
Fils de Guigues IV de Forez, comte de Forez, et Mahaut de Courtenay.
Succédant à son père au comté de Forez, il dut faire face à la compétition sérieuse de son oncle Guillaume, seigneur de Baffie. Mais un traité signé en 1244 garantit le comté à Guigues V.
De son mariage avec Alix de Chacenay, fille d'Érard II de Chacenay et d’Emmeline de Broyes, il n'eut pas de postérité. Son frère Renaud lui succéda,.